# 이익잉여금처분계산서

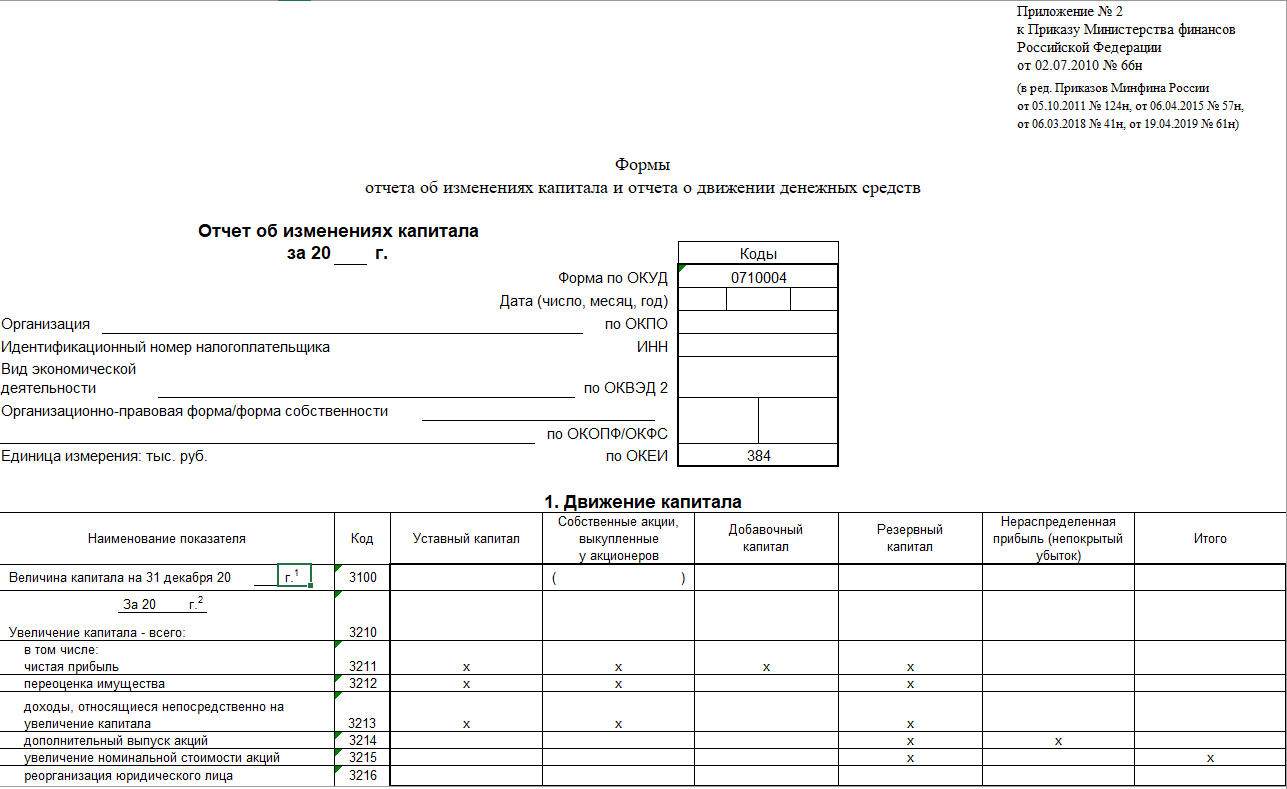

이익잉여금처분계산서(利益剩餘金處分計算書)는 이익잉여금의 처분사항(예: 배당, 사내유보)을 보고하기 위한 재무제표이다. 만약 잉여금 대신 누적결손이 발생한다면 결손금의 보전사항을 보고하는 결손금처리계산서(缺損金處理計算書)를 작성해야 한다. 대한민국의 상법은 재무상태표의 주석으로 이익잉여금처분계산서를 공시할 것을 요구하고 있다.

## 같이 보기
- 이익잉여금